# 영산포
영산포는 전라남도 나주시에 있었던 옛 항구이다. 영산강하굿둑이 건설되기 전까지 배들이 드나들었다. 지금은 항구시설들이 다 사라져서 없고 영산포라는 지명으로만 쓰이고 있다.
고려시대때부터 조창이 설치되어 전라도의 전세등 여기로 모아서 배로 서울까지 운반하였기에 나주의 영산포는 꽤나 큰 마을이었다.